# Artemio Zeno
Artemio Zeno (Buenos Aires, 1884 - Rosario, 16 de noviembre de 1935) fue un médico argentino.
Junto a su hermano Lelio Zeno y a los doctores Oscar Cames y Wenceslao Tejerina Fotheringham fueron de los «grandes maestros de la cirugía de Rosario con transcendencia en el ámbito nacional e internacional, [que] fueron los precursores de la cirugía cardiovascular».

## Biografía
Hijo de humildes inmigrantes piamonteses, que emigraron de Verona (Italia), hacia 1885 y se establecieron en San Fernando (provincia de Buenos Aires) donde se dedicaron al comercio de frutas y verduras. Nació en la ciudad de Buenos Aires. Se graduó en la Facultad de Ciencias Médicas de Buenos Aires.
En 1910 se mudó a Rosario para desempeñar su profesión en la Asistencia Pública, el Hospital Rosario, Hospital Italiano, Hospital Británico y el Hospital de Caridad (actual Hospital Provincial).
Fue profesor titular de Patología y Clínica Quirúrgica de la Facultad de Medicina de la Universidad Nacional del Litoral (actual Universidad Nacional de Rosario), por concurso.
Representó a la comunidad científica local en instituciones médicas especializadas y congresos internacionales.
Fue encargado de la reglamentación de asilos, maternidades y sanatorios. Fundó la Revista Médica de Rosario, las Escuelas de Enfermeros, el Círculo Médico de Rosario y la Sociedad de Cirugía ―de la que fue su primer presidente―.
En 1924, participó con su hermano Lelio Zeno, y con el aún estudiante Oscar Cames, en la fundación del Sanatorio Británico de Rosario.
Fue autor de numerosas publicaciones profesionales, e introdujo innovaciones metodológicas que representaron un adelanto en el ámbito asistencial y docente y motivaron su designación como miembro de la Academia Nacional de Medicina (Argentina) en 1932.
Mecenas de varios artistas, como el escultor Erminio Blotta ―autor de la mayoría de las estatuas de los parques de Rosario, al que le solía pagar las cuentas del almacén―, y el pintor Antonio Berni ―a quien mandó a París a perfeccionarse como artista plástico―.
También ayudó a muchos de sus discípulos, y a algunos hasta los hizo partícipes de su Instituto en el Sanatorio Británico.
Falleció el 16 de noviembre de 1935, a los 51 años.

## Obra
- 1935: Escritos quirúrgicos. Rosario: Médica Lagos, 560 págs.[1]
- "La cirugía de hoy y de ayer".[1]

## Honores

### Eponimia
- Calle Artemio Zeno del 802 al 900 en Rosario (Argentina).[4]
- Hospital Dr. Artemio Zeno, en la localidad de Hermoso Campo (provincia de Chaco).[5]